# Croker River
Croker River är ett vattendrag i Kanada.   Det ligger i territoriet Nunavut, i den norra delen av landet, 3 600 km nordväst om huvudstaden Ottawa.
Trakten runt Croker River består i huvudsak av gräsmarker. Trakten runt Croker River är nära nog obefolkad, med mindre än två invånare per kvadratkilometer.